# 学園催眠隷奴 〜さっきまで、大嫌いだったはずなのに〜
『学園催眠隷奴 〜さっきまで、大嫌いだったはずなのに〜』（がくえんさいみんれいど さっきまで、だいきらいだったはずなのに）は、2008年12月19日にsilkysから発売された18禁アドベンチャーゲーム。

## 概要
過激な淫語表現が話題となった『姫騎士アンジェリカ 〜あなたって、本当に最低の屑だわ!〜』と同じスタッフが開発を行っており、同作に出演した声優のサトウユキや風華も引き続き出演している。
初回限定版にはおまけシナリオ2編、壁紙、システムボイスなどが収録された特典ディスクが付属している。

## ストーリー
名門「竜宮寺学園」に通う主人公「佐藤 太志」は肥満体型で体臭がきつく、さらに「アニメ・ゲームオタク」という要素も相まって学園内では男女から敬遠されて馬鹿にされる日々を送っており、「学園の女子に悪戯する」という妄想オナニーで鬱憤を晴らす生活を送っていた。
ある日、太志のもとへ天才発明家である父親から、人間の深層心理を解放する機能があるという「催眠携帯電話」が送られてくる。太志は半信半疑のなか、自分と似たような風貌の父親が美女をはべらせている写真を見て、隣人の「芹園 小百合」で実験を行う。父親の言うように誰にでも容易に催眠術をかけられると確認した太志は、自分を見下していた学園の美少女たちを手に入れるべく動き出す。

## 登場人物
佐藤 太志（さとう ふとし）
声 - なし/（アダルトアニメ版）水野しん
主人公。アニメ、美少女ゲーム好きな、いわゆる「オタク」。肥満体型であまり風呂にも入らず体臭もきついため学園内では「デブジ」の蔑称で呼ばれている。二次元、三次元区別なく美少女好きで、そのためにお嬢様が数多く通う「竜宮寺学園」に入学したほどで、物静かで大人しい性格だが脳内では常にエッチなことを考えている筋金入りのスケベ。アニメ研究部部長。
母親は既に他界、天才と評判の発明家の父親がおり、一人暮らしをしているが海外にいる父親から毎月の仕送りとして多額の金額が振り込まれているため、比較的裕福な生活を送っている。ある日、その父親から送られてきた発明品「催眠携帯電話」を使い、目を付けていた学園の美少女たちを篭絡しようと動き出す。
桜沢 唯奈（さくらさわ ゆな）
声 - 加乃みるく
太志と同じ園芸委員で名実共に学園のマドンナ。太志を始め、誰とでも分け隔てなく話せる心優しい太志憧れの美少女だが、本人は晶に密かに好意を寄せている。新体操部所属。
【催眠シチュエーション】催眠により、憧れの男性は太志だと思い込ませる。
水城 渚（みずしろ なぎさ）
声 - サトウユキ
太志のクラスメイトで唯奈に次ぐ学園の美少女。明るく八方美人な性格だが唯奈と違い、裏表の激しい性格なうえ高飛車（裏では、男だけでなく同性にも見下した発言が目立つ）。自身からマドンナの座を奪った唯奈を憎んでおり、裏で太志にも日常的に陰湿な嫌がらせを行っている（表向きは性格良く振舞っているため、嫌がらせが露見しかけると猫を被り、太志が加害者であるかのように誘導するため、誰にも知られていない）。現在は晶と交際中。水泳部所属。
【催眠シチュエーション】催眠により、太志に性的なイジメを行うよう仕向けられ、太志を彼氏だと思い込まされる。
竜宮寺 姫乃（りゅうぐうじ ひめの）
声 - 小林由奈
学園を運営する竜宮寺財閥の令嬢で生徒会長。学園でも屈指の令嬢にしてスタイルの良い美少女だが、高慢で高飛車な性格。キレイ好きなため、不潔な太志を嫌悪している。婚約者がいる。フィギュアスケート部所属。
【催眠シチュエーション】催眠により、自分が嫌悪する男（太志）に凌辱されることに快感を感じる被虐願望を植え付けられる。
三好 薫子（みよし かおるこ）
声 - 風華
太志のクラスの担任教師。良家の令嬢らしく生徒想いで誰にでも優しい性格から学園でも屈指の人気を誇る。一方、若干天然のため、太志がイジメを受けていることなどには気付いていない。現在は同僚の「水無月伸也」と結婚間近。
【催眠シチュエーション】催眠により、セックスが出来る女性＝一人前の女性だと思い込まされ、太志とセックスの練習を行うよう仕向けられる。
芹園 小百合（せりぞの さゆり）
声 - むつき
太志の部屋の隣に住む人妻。貞操観念が強く、生真面目な性格のキャリアウーマンだが、夫との夜の営みが上手くいっておらず最近は欲求不満気味。また潔癖症な性格から不潔な太志を嫌悪している。
【催眠シチュエーション】催眠により、夫への罪悪感に性的興奮を感じるようにされ、太志との不倫プレイにのめりこんでいく。
藍原 晶（あいはら あきら）
声 - くわがたみほ
学園の不良グループのリーダー。容姿端麗で女子には優しいが、裏表の激しい性格で男には容赦がなく、オタクの太志をカモにしている。現在は渚と交際中だが、密かに学園のマドンナである唯奈を狙っている。
【催眠シチュエーション】催眠により、女装させられて心を女性に書き換えられ、「藍原 晶子」（あいはら しょうこ）と名乗り太志に迫る。

## スタッフ
- プロデューサー - 櫻井秀朗
- 原画 - 安藤智也
- シナリオ - 大空小次郎、巽ヒロヲ、関町台風
- 音楽 - クワイア

## アダルトアニメ
2010年にmilkyによって、全3巻構成でアダルトアニメ化された。
BD/DVDで発売された後に、DMMよりダウンロード販売されている。
竜宮寺 姫乃役は、第1巻と第2巻ではゲーム版と同じく「小林由奈」であったが、第3巻では声優が「桔梗」に変更された。声優交代の理由については公表されていない。